# Dun Heanish

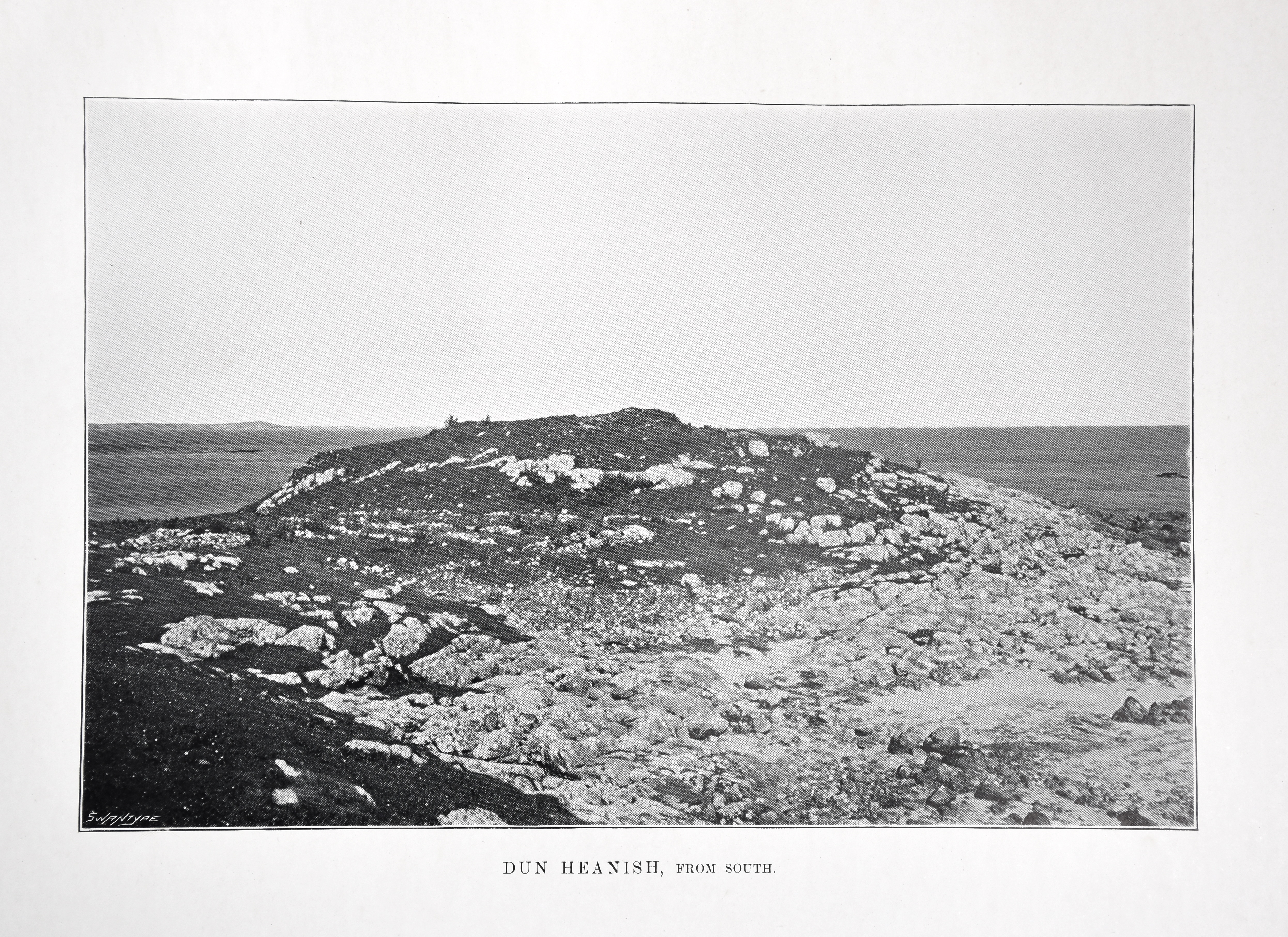
Dun Heanish

Dun Heanish liegt auf einem niedrigen Vorgebirge mit Blick auf das Meer, in Heanish, bei Scarinish auf der Insel Tiree (schottisch-gälisch Tiriodh [ˈtʲʰiɾʲəɣ]) der Inneren Hebriden, in Argyll and Bute in Schottland.
Dun Heanish ist eine kleine runde Befestigung mit einem Innendurchmesser von etwa 9,0 m. Die Festungsmauer wurde größtenteils auf das Fundament reduziert. Auf der Nordseite sind einige äußere Verblendsteine zu sehen. Die Innenseite und das Innere sind von Resten ungeklärter Strukturen aus relativ moderner Zeit verdeckt. Es gibt keinen Hinweis auf die Position des Eingangs, aber er lag wahrscheinlich in einer Lücke auf der Südostseite.
Das Außenwerk besteht aus zwei Mauerringen, von denen der innere das Dun vollständig umschloss, während der äußere auf der Seeseite zusätzlichen Schutz bot. Auf der Südostküste, unmittelbar außerhalb der Mauer, sind Spuren eines subrechteckigen Gebäudes zu erkennen. Obwohl später als das Dun, kann es doch antik sein. Als das Dun besichtigt wurde, hatte die Erosion die Mitte zwischen den Wänden der Südostseite freigelegt, wo Knochen, Muschelschalen und Hammersteine wurden. E. Beveridge (1903) und D. MacKinnon (1973) fanden an dieser Stelle Küchenmaterial und grobe Töpferware. 1960 fand sich zwischen den Trümmern ein Becken mit einem Durchmesser von 26,0 und einer Tiefe von 20 cm.

## Kontext
Die Liste der Bodendenkmale der Royal Commission on Ancient and Historical Monuments of Scotland (RCAHMS) weist für Schottland insgesamt 814 duns aus. Der Begriff wird für verschiedenartige steinerne Einhegungen (Atlantic Roundhouse, Brochs oder Wheelhouses) gebraucht, die von der 2. Hälfte des 1. Jahrtausends v. Chr. bis zur 2. Hälfte des 1. Jahrtausends n. Chr. gebaut und genutzt wurden. Etwa ein Viertel der Duns (202) ist auf den Western Isles konzentriert.